# Idemitsu Kosan
Idemitsu Kosan Co., Ltd. (яп. 出光興産株式会社 идэмицу ко:сан кабусики-гайся) — японская нефтяная компания. Вторая по величине нефтеперерабатывающая компания Японии после Eneos Holdings. В списке крупнейших компаний мира Forbes Global 2000 за 2022 год заняла 638-е место (195-е по размеру выручки, 514-е по чистой прибыли, 901-е по активам и 1906-е по рыночной капитализации).

## История
Компания была основана Садзо Идэмицу в 1911 году, первоначально была дистрибьютером горюче-смазочных материалов для Nippon Sekiyu Co (Японская нефтяная компания), в частности для Южно-Маньчжурской железной дороги. В 1938 году приобрела танкер «Ниссёмару» и долю в нефтеперерабатывающей заводе. В 1949 году вошла в число 10 нефтяных компаний, которым американская оккупационная администрация разрешила продолжить работу, но отношения с Nippon Sekiyu были прекращены. В 1953 году компания послала танкер «Ниссёмару» в Иран, чтобы закупить нефть. В это время после национализации нефтедобывающей отрасли иранским премьер-министр Мохаммедом Мосаддыком на экспорт нефти было наложено эмбарго, и Idemitsu сумела купить нефть по цене на 30 % ниже рыночной. В 1956 году началось строительство нового НПЗ компании, затем ещё нескольких, спущенный на воду в 1962 году танкер «Ниссёмару III» стал крупнейшим в мире на то время, к 1981 году у компании было 10 танкеров водоизмещением более 200 тыс. тонн.
В 1960-х годах Idemitsu импортировала сырую нефть из Советского Союза, но под угрозой Соединённых Штатов перестать закупать у компании топливо для своих военных самолётов, расположенных на территории Японии, в 1978 году Idemitsu приостановила торговлю с Советским Союзом. В 1980-х годах компания начала собственную добычу нефти в Японском море, Турции, Норвежском секторе Северного моря и на Австралийском шельфе, а также начала добычу угля в Австралии. В 1990-е годы появились заправочные станции, принадлежащие компания Idemitsu, за пределами Японии, — в Португалии и Пуэрто-Рико.
В 2006 году Idemitsu Kosan провела размещение своих акций на бирже; до этого акционерами компании были только члены семьи Идэмицу и сотрудники. В 2018 году была поглощена компания Showa Shell Sekiyu, в прошлом японский филиал Royal Dutch Shell.

## Деятельность
Дочерняя компания Idemitsu Oil & Gas Co., Ltd. добывает 24 тыс. баррелей нефти в день. Компании принадлежат доли в норвежских месторождениях нефти в Северном море, а также газовых месторождениях во Вьетнаме. Кроме этого компания добывает около 11 млн тонн угля в год в Австралии и Индонезии.
Во Вьетнаме компания Idemitsu проводит исследование нефтяных месторождений совместно с российской компанией Зарубежнефть и вьетнамской Vietnam Oil & Gas Group (Petro Vietnam).
Компании принадлежит 7 НПЗ (6 в Японии и 1 во Вьетнаме общей производительностью 1,145 млн баррелей в сутки) и 4 нефтехимических комплекса (2 в Японии, по одному в Малайзии и Вьетнаме). Флот компании насчитывает 20 танкеров. Компания инвестирует в возобновляемую энергетику, общая установленная мощность её электростанций составляет 0,5 ГВт.
Розничная сеть насчитывает 6300 АЗС, они работают под брендом apollostation (до 2021 года работали под брендами Idemitsu и Showa Shell).
На Японию приходится три четверти выручки компании, на остальную Азию — 17 %, на Северную Америку — 5 %.
Основные подразделения:
- Нефть — импорт нефти, нефтепереработка и продажа горюче-смазочных материалов; 79 % выручки;
- Нефтехимия — производство нефтехимической продукции (этилен, пропилен, бутадиен, бензол, ксилен и др.), 7 % выручки;
- Материалы — смазочные материалы, асфальт, пластмассы, полупроводниковые материалы (органические светодиоды), литиевые аккумуляторы с твёрдым электролитом, пестициды, 7 % выручки;
- Электроэнергетика — производство электроэнергии на тепловых, солнечных, ветряных электростанциях, производство тонкоплёночных солнечных панелей, 3 % выручки;
- Ресурсы — добыча нефти, газа, угля и урана, эксплуатация геотермальных станций, 4 % выручки.